# Sonia Aktar
Sonia Akter Tumpa (bengalisch সোনিয়া আক্তার টুম্পা Sōniẏā Āktāra Ṭumpā; * 15. Juli 1997) ist eine ehemalige bangladeschische Schwimmerin.
Sie trat bei den Olympischen Jugend-Sommerspielen 2010 in Singapur und den Olympischen Sommerspielen 2016 in Rio de Janeiro an.

## Sport
In den Wettbewerben über 50 m Schmetterling und 100 m Schmetterling errang sie bei den Jugendspielen die Plätze 21, beziehungsweise 32; im 50 m Freistil bei den Sommerspielen 2016 kam sie auf Rang 69.
Außerdem nahm sie an den Südasienspielen 2016 in Guwahati (2 × Bronze) und den Schwimmweltmeisterschaften 2022 in Budapest teil.